# Asterostigma lombardii
Asterostigma lombardii é uma espécie de planta do gênero Asterostigma e da família Araceae.

## Taxonomia
A espécie foi descrita em 1999 por Eduardo G. Gonçalves.

## Conservação
A espécie faz parte da Lista Vermelha das espécies ameaçadas do estado do Espírito Santo, no sudeste do Brasil. A lista foi publicada em 13 de junho de 2005 por intermédio do decreto estadual nº 1.499-R.

## Distribuição e habitat
A espécie é endêmica do Brasil e encontrada nos estados brasileiros de Espírito Santo, Minas Gerais, Paraná, Rio de Janeiro e Santa Catarina. A espécie é encontrada no domínio fitogeográfico de Mata Atlântica, em regiões com vegetação de floresta estacional decidual e floresta ombrófila pluvial.
É uma espécie terrícola e herbácea.